# Anne Bringezu
Johanne Henriette Anna genannt Anne Bringezu (* 26. Januar 1898 in Gernrode; † 1. Januar 1974 in Frankfurt am Main) war eine deutsche Politikerin (DVP, FDP) und Abgeordnete des Beratenden Landesausschusses Groß-Hessen.

## Ausbildung und Leben
Anne Bringezu wurde als Tochter des wohlhabenden Gärtnereiinhabers Franz Fröhlich und dessen Frau Caroline Auguste geboren. Die Eltern, die evangelischen Glaubens waren, lebten in Quedlinburg wo Anne Fröhlich von 1904 bis 1907 die höhere Mädchenschule und dann bis 1915 das Lyceum besuchte. Sie beendete die Schule ohne Abschluss und machte eine kaufmännische Ausbildung und war danach in diesem Bereich tätig. Im September 1921 heiratete sie Otto Bringezu aus Quedlinburg. Er war zu dieser Zeit Student der Literatur, Kunstgeschichte, Theaterwissenschaft und Bibliothekswissenschaft in Leipzig. Sie finanziert ihm das Studium bis zur Promotion.
Nach seinem Schulabschluss zog das Ehepaar Bringezu nach Bremen, wo er Redakteur bei der Weser-Zeitung und sie ab 1. Mai 1922 als Direktionssekretärin bei Kaffee Haag arbeitete. Die nächste berufliche Station war wieder Quedlinburg, wo er als Redakteur und sie ab dem 18. Oktober 1924 als Chefsekretärin beim Quedlinburger Tageblatt arbeiteten. Ab 15. Oktober 1925 war Anne Bringezu Leiterin Inseratewerbung bei der Morgenzeitung in Halberstadt. Im Oktober 1926 ziehen sie erneut und diesmal nach Frankfurt um: Otto wird Redakteur bei den Frankfurter Nachrichten und Anne arbeitet als Hausfrau.

## Soziales und politisches Engagement
Sie engagiert sich ab 1928 bei der Organisation der Jungen Volksparteiler. Ab 1926 wird sie treibende Kraft in der Siedlungsgemeinschaft Höhenblick. Sie kümmert sich um die Kinder der Siedlung und organisiert den Kinderspielplatz. Nach der Machtergreifung der Nationalsozialisten kommt es bezüglich dieser Arbeit zu Konflikten, da die Nationalsozialisten diese Initiative ihren Parteiorganisationen unterstellen. 1935 kommt es zum Rücktritt Anne Bringezus aus der Initiative. Ihr Mann Otto wurde bereits 1934 als Redakteur entlassen. 1935 trennt sich ihr Mann von ihr. 1939 wird sie (schuldlos) geschieden. 1938 wird Anne Bringezu Angestellte der evangelischen Kirchenverwaltung. Zu ihrem Aufgabengebiet gehört die Kinderbetreuung im Erholungsheim des Frankfurter Kurvereins für erholungsbedürftige Kinder in Bodenrod. 1943 schied sie aus dieser Funktion aus und verlebte die letzten Kriegsmonate in Bodenrod.
Anne Bringezu war nach Krieg Museumsangestellte im Senckenbergmuseum in Frankfurt am Main.

## Politik
1925 trat Anne Bringezu der DVP bei.
Nach dem Zweiten Weltkrieg trat sie der FDP bei, die damals noch den Namen LDP trug. Sie war Gründungsmitglied der LDP in Frankfurt und eine von zwei Frauen im ersten Vorstand. Für diese war sie vom 26. Februar 1946 bis zum 14. März 1946 Mitglied des ernannten Beratenden Landesausschusses Groß-Hessen, eine Vorläufer des Hessischen Landtags. Im Landesausschuss war sie Mitglied im sozialpolitischen (als 1. Schriftführerin), kulturpolitischen und Flüchtlingsausschuss.
Später war sie 1948 bis 1962 langjährige Stadtverordnete in Frankfurt am Main und wurde 1968 als Stadtälteste ausgezeichnet. 1964 wurde sie mit der Ehrenplakette der Stadt Frankfurt am Main geehrt.